# Papier découpé chinois

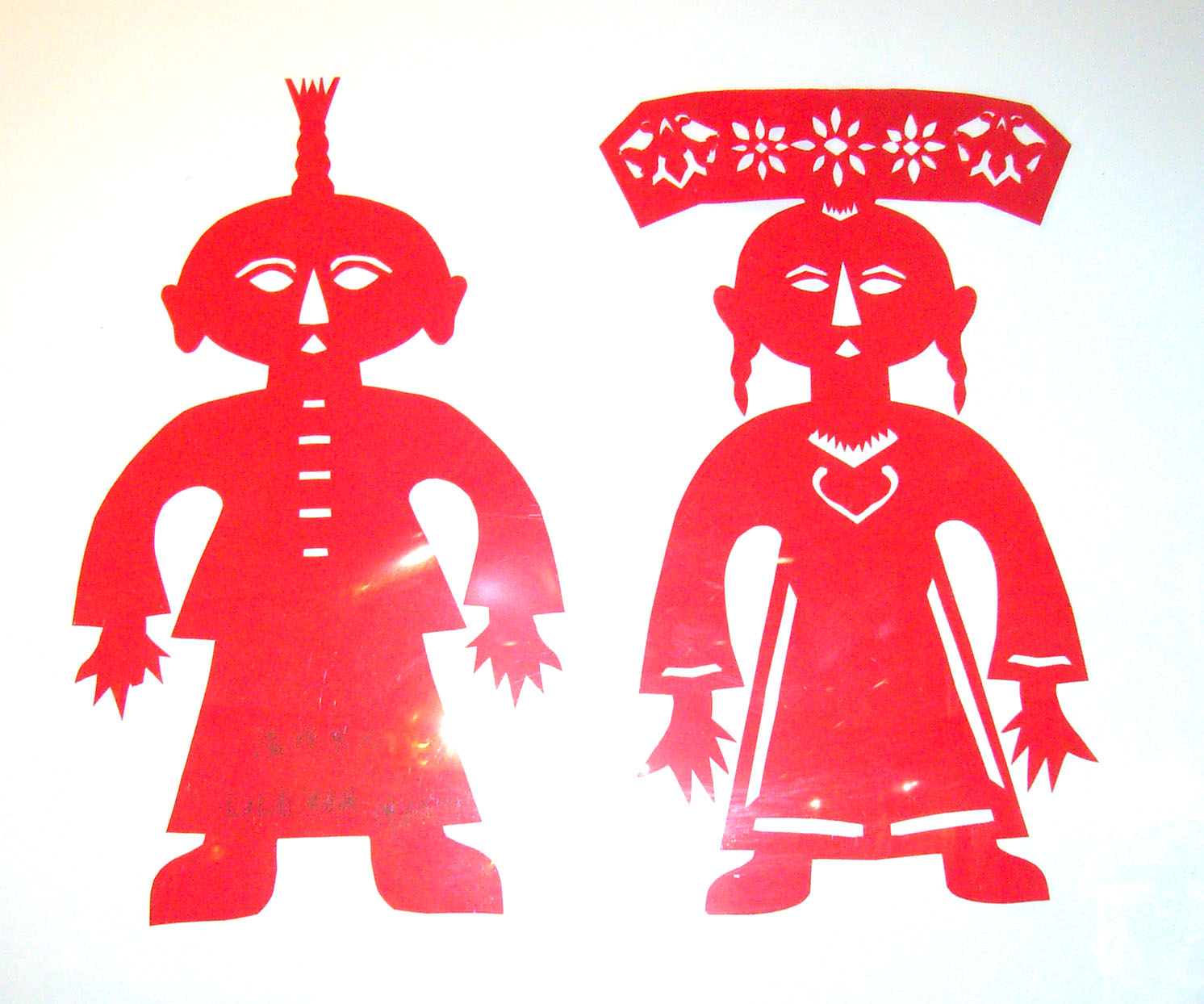
Papier-découpé de style mandchou représentant des costumes de la dynastie Qing.

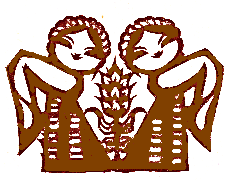
Danse traditionnelle tibétaine

Le Jiǎnzhǐ (chinois simplifié : 剪纸 ; chinois traditionnel : 剪紙 ; pinyin : jiǎnzhǐ ; litt. « papier (dé)coupé »), appelé en français, papier découpé chinois, est une forme artistique de pliage et de découpage de papier, existant au moins depuis le VIe siècle. Les motifs principaux sont des animaux, dont les signes astrologiques, des fleurs ou d'autres formes découpées aux ciseaux ou avec un couteau. Les papiers-découpés chinois servant essentiellement à l'ornementation des portes ou des fenêtres, ils sont aussi appelés fleurs de fenêtres ou silhouettes découpées.
Le papier peut être uni ou multicolore ; différentes sortes de papier peuvent être utilisés. Les plus doués peuvent même couper différents motifs sans arrêter leurs ciseaux.

## Histoire
Certaines trouvailles archéologiques font remonter cette tradition au VIe siècle. Elle existait probablement avant cela. Le papier découpé était utilisé principalement à des fins religieuses ou décoratives.
Le découpage de papier a une longue histoire et illustre aussi bien des thèmes nationaux que régionaux. Il fut très populaire durant la dynastie Qing qui vit le développement de nombreuses techniques, dont l'ébauche et l'utilisation de papier fumé.
À la campagne, le découpage est traditionnellement une activité féminine. Dans le passé, toutes les jeunes filles se devaient d'en maîtriser les techniques et les jeunes mariées étaient souvent jugées à leur habileté dans cet art. Les artistes professionnels sont au contraire généralement des hommes, jouissent de bons revenus et travaillent en atelier.

## Utilisation
Aujourd'hui seule la fonction décorative subsiste. Ces papiers ornent les murs, les fenêtres, les portes, les colonnes, les miroirs, les lampes et les lanternes dans les maisons. Ils décorent les cadeaux et sont même parfois offerts. Le découpage de papier prend tout son sens durant les fêtes et les vacances. De petite taille, ces œuvres reflètent de nombreux aspects de la vie: la prospérité, la santé ou la moisson. Lors du Nouvel An chinois, par exemple, les entrées sont décorées avec du papier découpé censé apporter la chance. Certains découpages mettent en scène des histoires relatant les réussites obtenues grâce à la coopération et aux efforts en commun. Ils aussi sont souvent utilisés pour représenter des images des superstitions et religions locales sur un papier de soie rouge, couleur du bonheur dans la culture chinoise.
Le papier est également utilisé comme modèle, notamment en tapisserie et pour le travail de la laque. Le papier découpé est également utilisé pour les batiks, permettant de créer des motifs variés sur les vêtements de fabrication traditionnelle et artisanale, notamment dans la région géographique du Jiangnan, près de Shanghaï.

## Techniques
Il existe deux techniques : l'une avec ciseaux, l'autre avec couteau. Dans la première, plusieurs morceaux de papier, jusqu'à huit, sont assemblés. Le motif est ensuite découpé avec des ciseaux pointus. La découpe au couteau consiste à placer plusieurs couches de papier sur une base délicate formée de cire et de cendre. L'artiste découpe ensuite le motif dans le papier avec un couteau pointu habituellement tenu à la verticale. L'avantage de cette technique est le nombre considérable de découpages qui peut être fait en une seule opération.
Les motifs sont parfois découpés à plat, alors appelé kèzhǐhuà (刻纸画, dessin en papier gravé/sculpté), et découpé à l'aide d'un jeu de sortes de scalpels proches des gouges (刻刀), mais parfois le papier est plié avant découpage à l'aide de ciseaux. Cela permet d'obtenir facilement des motifs symétriques complexes.
Une autre technique liée au papier est le zhézhǐ (折纸), plus connu en occident sous le nom japonais origami (折り纸).